# Befolyás-barométer
A Befolyás-barométer a Szakonyi Péter szerkesztette A 100 leggazdagabb magyar című kiadvány része.
Szakonyi 2002-ben először a Magyar Hírlap kiadásában jelentette meg ezt a kiadványt, melyet 2004 és 2005 között a Manager Magazin, 2006-ban ismét a Magyar Hírlap, 2007-től 2018-ig pedig a Napi Gazdaság, illetve a Napi.hu adott ki. A 100 Leggazdagabb magyar című kiadványt 2019-óta saját kiadásában jelenteti meg Szakonyi Péter.

## Az összeállítás módszertana
A „befolyásosabb személy” fogalmára a következő definíciót használják: „aki egy-egy ügy érdekében közvetlenül vagy közvetve több pénzt és/vagy erőforrást tud megmozgatni másoknál”.
A Befolyás-barométer összeállítása során politikai elemzőket kértek meg arra, hogy vélt befolyásosságuk alapján helyezzék el egy 0-tól 100 pontig terjedő skálán azt a 100 (2018-ban 122, 2019-ben 120, 2024-ben már 156) politikust, üzletembert, közéleti szereplőt, akiket a kiadvány szerkesztői neveztek meg számukra. Az egyes elemzőktől beérkezett válaszokat szereplőnként összesítették, kivették a legalacsonyabb és a legmagasabb pontszámot, majd a megmaradt pontszámoknak vették a számtani átlagát. Az így kapott „osztályzatok” alapján állították össze a Befolyás-barométert.
A kapott átlagok 2024-ben 18 és 97 pont között alakultak. A „meglehetősen befolyásosak” (első 50 helyezett) és a „kevésbé befolyásosak” (második 50 helyezett) közötti határ 52 pontnál húzódott. A top 10-be való bekerüléshez legalább 79,3 pontra, a top 20-ba való bekerüléshez pedig legalább 68 pontra volt szükség.

## Az összeállítás készítői
A lista összeállításában részt vett politikai elemzők: Antal Attila (2015–), Boros Tamás, Böcskei Balázs, Csizmadia Ervin, Ember Zoltán Levente (2016–), G. Fodor Gábor (2014), Juhász Attila, Lakatos Júlia (2017–), Mráz Ágoston Sámuel (2024–), Magyar Kornélia (2014–16), Pulai András (2017–), Róna Dániel, Tóth Csaba (2015–16), Zárug Péter Farkas (2015–).

## Összefoglaló lista 2014–2025
| Név                           | 2014 | 2015 | 2016 | 2017 | 2018 | 2019 | 2020 | 2021 | 2022 | 2023 | 2024 | 2025 |
| ----------------------------- | ---- | ---- | ---- | ---- | ---- | ---- | ---- | ---- | ---- | ---- | ---- | ---- |
| Orbán Viktor                  | 1    | 1    | 1    | 1    | 1    | 1    | 1    | 1    | 1    | 1    | 1    | 1    |
| Csányi Sándor                 | 2    | 2    | 2    | 2    | 2    | 2    | 2    | 2    | 2    | 2    | 2    | 2    |
| Mészáros Lőrinc               | 45   | 15   | 10   | 8    | 3    | 3    | 3    | 3    | 3    | 4    | 5    | 3    |
| Szijjártó Péter               | 38   | 12   | 9    | 11   | 12   | 11   | 8    | 6    | 5    | 6    | 4    | 4    |
| Nagy Márton                   | –    | –    | –    | –    | –    | –    | –    | –    | –    | 12   | 7    | 5    |
| Varga Mihály                  | 9    | 10   | 13   | 9    | 11   | 8    | 6    | 9    | 8    | 8    | 12   | 6    |
| Rogán Antal                   | 8    | 6    | 7    | 10   | 8    | 5    | 7    | 5    | 4    | 3    | 3    | 7    |
| Hernádi Zsolt                 | 12   | 13   | 19   | 15   | 13   | 14   | 13   | 11   | 9    | 7    | 6    | 8    |
| Lázár János                   | 5    | 3    | 3    | 3    | 9    | –    | –    | 48   | 22   | 14   | 8    | 9    |
| Tiborcz István                | –    | –    | –    | 29   | –    | 22   | 15   | 17   | 13   | 15   | 11   | 10   |
| Pintér Sándor                 | 11   | 8    | 11   | 12   | 10   | 6    | 5    | 4    | 7    | 5    | 9    | 11   |
| Lantos Csaba                  | 29   | 45   | 34   | 45   | –    | 40   | –    | –    | 94   | 20   | 19   | 12   |
| Gulyás Gergely                | –    | –    | –    | –    | –    | 13   | 12   | 13   | 14   | 11   | 10   | 13   |
| Garancsi István               | 23   | 14   | 8    | 7    | 7    | 7    | 11   | 8    | 11   | 9    | 13   | 14   |
| Jászai Gellért Zoltán         | –    | –    | –    | –    | –    | 47   | 45   | 49   | 26   | 18   | 22   | 15   |
| Magyar Péter                  | –    | –    | –    | –    | –    | –    | –    | –    | –    | –    | 69   | 16   |
| Név                           | 2014 | 2015 | 2016 | 2017 | 2018 | 2019 | 2020 | 2021 | 2022 | 2023 | 2024 | 2025 |
| Lévai Anikó                   | –    | –    | –    | –    | 18   | 44   | 27   | 25   | 21   | 24   | 20   | 17   |
| Szalay-Bobrovniczky Kristóf   | –    | 30   | 43   | 39   | 42   | –    | –    | –    | 46   | 17   | 17   | 18   |
| Kubatov Gábor                 | –    | –    | 12   | 14   | 14   | 9    | 10   | 10   | 12   | 16   | 14   | 19   |
| Szíjj László                  | –    | –    | 24   | 21   | 17   | 10   | 17   | 15   | 15   | 13   | 18   | 20   |
| Orbán Balázs                  | –    | –    | –    | –    | –    | –    | –    | –    | –    | 33   | 16   | 21   |
| Kövér László                  | 13   | 22   | 20   | 23   | 29   | 16   | 14   | 16   | 17   | 21   | 23   | 22   |
| Polt Péter                    | –    | 28   | 21   | 18   | 19   | 17   | 16   | 20   | 19   | 23   | 21   | 23   |
| Orbán Ráhel                   | –    | –    | –    | –    | 21   | 19   | 20   | 23   | 20   | 31   | 26   | 24   |
| Habony Árpád                  | 4    | 4    | 6    | 4    | 6    | 12   | 9    | 12   | 16   | 32   | 29   | 25   |
| Balásy Gyula                  | –    | –    | –    | –    | –    | 42   | 30   | 37   | 28   | 28   | 27   | 26   |
| Jellinek Dániel               | –    | –    | –    | –    | –    | –    | –    | –    | –    | 25   | 25   | 27   |
| Schmidt Mária                 | –    | –    | –    | 30   | 20   | 18   | 22   | 19   | 24   | 34   | 31   | 28   |
| Navracsics Tibor              | –    | –    | –    | –    | –    | –    | –    | –    | –    | 30   | 28   | 29   |
| Nagy István                   | –    | –    | –    | –    | –    | –    | –    | –    | –    | 29   | 33   | 30   |
| Felcsuti Zsolt                | 39   | 57   | 40   | 17   | 43   | 34   | 50   | 36   | 34   | 46   | 37   | 31   |
| Barna Zsolt                   | –    | –    | –    | –    | –    | –    | –    | –    | –    | 45   | 38   | 32   |
| Név                           | 2014 | 2015 | 2016 | 2017 | 2018 | 2019 | 2020 | 2021 | 2022 | 2023 | 2024 | 2025 |
| Paár Attila                   | –    | –    | –    | –    | 45   | 48   | 40   | –    | 55   | 38   | 42   | 33   |
| Veres Tibor                   | –    | –    | –    | –    | –    | –    | –    | –    | –    | –    | 52   | 34   |
| Scheer Sándor                 | –    | –    | –    | 43   | 27   | 24   | 26   | 39   | 48   | –    | 57   | 35   |
| Karácsony Gergely             | –    | –    | –    | –    | –    | –    | 29   | 22   | 30   | 36   | 32   | 36   |
| Tombor András                 | –    | –    | –    | 22   | 22   | 20   | 25   | 31   | 25   | 35   | 36   | 37   |
| Jelasity Radován              | –    | –    | –    | –    | –    | –    | 34   | 43   | 31   | 39   | 122  | 38   |
| Soros György                  | –    | –    | –    | –    | 16   | –    | –    | –    | –    | 22   | 30   | 39   |
| Váradi József                 | 43   | 33   | 29   | 35   | 30   | 33   | 36   | 47   | 42   | 44   | 43   | 40   |
| Rékasi Tibor                  | –    | –    | –    | –    | –    | –    | 48   | –    | 41   | 49   | 39   | 41   |
| Vaszily Miklós                | –    | –    | –    | –    | –    | –    | –    | 40   | 29   | 37   | 34   | 42   |
| Orbán Gábor                   | –    | –    | –    | –    | –    | –    | –    | 46   | 49   | –    | 48   | 43   |
| Lánczi Tamás                  | –    | –    | –    | –    | –    | –    | –    | –    | –    | –    | 53   | 44   |
| Leisztinger Tamás             | 18   | 19   | 27   | 41   | 39   | 49   | 24   | 24   | 27   | 42   | 40   | 45   |
| Vidus Gabriella               | –    | –    | 44   | 33   | 34   | 31   | 46   | –    | –    | –    | 64   | 46   |
| Nagy Elek                     | –    | 46   | –    | –    | –    | –    | –    | –    | –    | –    | 78   | 47   |
| Futó Péter                    | 46   | 31   | 33   | 48   | 47   | 39   | 35   | –    | 38   | 48   | 46   | 48   |
| Név                           | 2014 | 2015 | 2016 | 2017 | 2018 | 2019 | 2020 | 2021 | 2022 | 2023 | 2024 | 2025 |
| Varga Zoltán                  | –    | –    | 45   | 50   | –    | 38   | 37   | –    | –    | –    | 51   | 49   |
| Sinkó Ottó                    | 44   | –    | –    | –    | –    | –    | –    | –    | –    | –    | 76   | 50   |
| Deutsch Tamás                 | –    | –    | –    | –    | –    | –    | –    | –    | –    | 89   | 41   | 58   |
| Dobrev Klára                  | –    | –    | –    | –    | –    | –    | –    | 34   | 43   | 50   | 45   | 65   |
| Gyurcsány Ferenc              | 33   | 44   | 41   | –    | –    | –    | 44   | 27   | 35   | 40   | 35   | 69   |
| Matolcsy György               | 10   | 5    | 4    | 5    | 4    | 4    | 4    | 7    | 6    | 10   | 15   | 69   |
| Csák János                    | 35   | 43   | 52   | –    | –    | –    | –    | –    | 96   | 26   | 24   | 71   |
| Matolcsy Ádám                 | –    | –    | –    | –    | –    | –    | –    | –    | –    | –    | 50   | 98   |
| Gattyán György                | –    | –    | –    | –    | –    | –    | –    | –    | 37   | 43   | 44   | –    |
| Wáberer György                | 26   | 65   | 39   | 25   | 26   | 32   | 43   | 33   | 32   | –    | 47   | –    |
| Németh Sándor                 | –    | –    | –    | –    | 44   | 45   | 49   | 35   | 45   | –    | 49   | –    |
| Széles Gábor                  | 15   | 17   | 17   | 24   | 25   | 35   | 33   | 29   | 33   | 41   | 54   | –    |
| Patai Mihály                  | 24   | 27   | 48   | 38   | 38   | 27   | 31   | 41   | 51   | 47   | 59   | –    |
| Varga Judit                   | –    | –    | –    | –    | –    | –    | –    | –    | –    | 27   | 132  | –    |
| Novák Katalin                 | –    | –    | –    | –    | 49   | 26   | 21   | 18   | 10   | 19   | 133  | –    |
| Palkovics László              | –    | –    | –    | –    | –    | 15   | 23   | 14   | 18   | –    | –    | –    |
| Név                           | 2014 | 2015 | 2016 | 2017 | 2018 | 2019 | 2020 | 2021 | 2022 | 2023 | 2024 | 2025 |
| Mager Andrea                  | –    | –    | –    | –    | –    | 23   | 19   | 21   | 23   | –    | –    | –    |
| Nyerges Zsolt                 | 7    | 16   | 51   | 47   | –    | 30   | –    | 38   | 36   | –    | –    | –    |
| Kásler Miklós                 | –    | –    | –    | –    | –    | 25   | 28   | 28   | 39   | –    | –    | –    |
| Parragh László                | 36   | 24   | 22   | 28   | 28   | 29   | 38   | 32   | 40   | –    | –    | –    |
| Homolya Róbert                | –    | –    | –    | –    | –    | 43   | 41   | 42   | 44   | –    | –    | –    |
| Kósa Lajos                    | 14   | 41   | 23   | 26   | 40   | 50   | 47   | 45   | 47   | –    | –    | –    |
| Németh Szilárd                | –    | –    | –    | –    | –    | –    | –    | –    | 50   | –    | –    | –    |
| Áder János                    | –    | –    | –    | –    | –    | 28   | 39   | 26   | –    | –    | –    | –    |
| Liszkay Gábor                 | 32   | 26   | 49   | 36   | 31   | 37   | 18   | 30   | –    | –    | –    | –    |
| Vidnyánszky Attila            | –    | –    | –    | –    | –    | –    | –    | 44   | –    | –    | –    | –    |
| Gerendai Károly               | –    | –    | –    | –    | –    | –    | –    | 50   | –    | –    | –    | –    |
| Szájer József                 | –    | 29   | 38   | –    | –    | 36   | 32   | –    | –    | –    | –    | –    |
| Hamar Endre                   | –    | –    | –    | –    | –    | 46   | 42   | –    | –    | –    | –    | –    |
| Tarlós István                 | –    | –    | –    | –    | –    | 21   | –    | –    | –    | –    | –    | –    |
| Dirk Gerkens                  | 25   | –    | 18   | 20   | 24   | 41   | –    | –    | –    | –    | –    | –    |
| Andrew G. Vajna               | 82   | 7    | 5    | 6    | 5    | –    | –    | –    | –    | –    | –    | –    |
| Név                           | 2014 | 2015 | 2016 | 2017 | 2018 | 2019 | 2020 | 2021 | 2022 | 2023 | 2024 | 2025 |
| Seszták Miklós                | –    | –    | 16   | 13   | 15   | –    | –    | –    | –    | –    | –    | –    |
| Kuna Tibor                    | –    | –    | 46   | 31   | 23   | –    | –    | –    | –    | –    | –    | –    |
| Simicska Lajos                | 3    | 9    | 15   | 19   | 32   | –    | –    | –    | –    | –    | –    | –    |
| Csetényi Csaba és Krskó Tibor | –    | –    | –    | 34   | 33   | –    | –    | –    | –    | –    | –    | –    |
| Szemerey Tamás                | 42   | –    | –    | 40   | 35   | –    | –    | –    | –    | –    | –    | –    |
| Bige László                   | 17   | 18   | 25   | 27   | 36   | –    | –    | –    | –    | –    | –    | –    |
| Szivek Norbert                | –    | –    | –    | 37   | 37   | –    | –    | –    | –    | –    | –    | –    |
| Christopher Mattheisen        | 37   | 35   | 28   | 32   | 41   | –    | –    | –    | –    | –    | –    | –    |
| Rákosi Tamás                  | –    | –    | –    | –    | 46   | –    | –    | –    | –    | –    | –    | –    |
| Lázár Vilmos                  | 27   | 38   | 47   | 49   | 48   | –    | –    | –    | –    | –    | –    | –    |
| Nyúl Sándor                   | 48   | 39   | –    | –    | 50   | –    | –    | –    | –    | –    | –    | –    |
| Demján Sándor                 | 6    | 11   | 14   | 16   | –    | –    | –    | –    | –    | –    | –    | –    |
| Patonai Péter                 | 19   | 48   | 42   | 42   | –    | –    | –    | –    | –    | –    | –    | –    |
| Vona Gábor                    | 74   | 49   | 30   | 44   | –    | –    | –    | –    | –    | –    | –    | –    |
| Botka László                  | –    | –    | –    | 46   | –    | –    | –    | –    | –    | –    | –    | –    |
| Barcza György                 | –    | 75   | 26   | –    | –    | –    | –    | –    | –    | –    | –    | –    |
| Név                           | 2014 | 2015 | 2016 | 2017 | 2018 | 2019 | 2020 | 2021 | 2022 | 2023 | 2024 | 2025 |
| Heim Péter                    | 30   | –    | 31   | –    | –    | –    | –    | –    | –    | –    | –    | –    |
| L. Simon László               | –    | –    | 32   | –    | –    | –    | –    | –    | –    | –    | –    | –    |
| Bogsch Erik                   | 34   | 56   | 35   | –    | –    | –    | –    | –    | –    | –    | –    | –    |
| Papcsák Ferenc                | 99   | 83   | 36   | –    | –    | –    | –    | –    | –    | –    | –    | –    |
| Spéder Zoltán                 | 16   | 23   | 37   | –    | –    | –    | –    | –    | –    | –    | –    | –    |
| Fekete György                 | –    | 67   | 50   | –    | –    | –    | –    | –    | –    | –    | –    | –    |
| Kálomista Gábor               | –    | 50   | 53   | –    | –    | –    | –    | –    | –    | –    | –    | –    |
| Lánczi András                 | –    | 82   | 55   | –    | –    | –    | –    | –    | –    | –    | –    | –    |
| Bojár Gábor                   | 47   | 42   | 69   | –    | –    | –    | –    | –    | –    | –    | –    | –    |
| Baji Csaba                    | –    | 25   | 71   | –    | –    | –    | –    | –    | –    | –    | –    | –    |
| Németh Lászlóné               | 28   | 47   | 74   | –    | –    | –    | –    | –    | –    | –    | –    | –    |
| Szapáry György                | –    | 32   | 80   | –    | –    | –    | –    | –    | –    | –    | –    | –    |
| Fonyó Károly                  | 31   | 55   | 81   | –    | –    | –    | –    | –    | –    | –    | –    | –    |
| Fellegi Tamás                 | 45   | 37   | 86   | –    | –    | –    | –    | –    | –    | –    | –    | –    |
| Lakatos Benjámin              | –    | 20   | –    | –    | –    | –    | –    | –    | –    | –    | –    | –    |
| Thomas Faustmann              | 21   | 21   | –    | –    | –    | –    | –    | –    | –    | –    | –    | –    |
| Név                           | 2014 | 2015 | 2016 | 2017 | 2018 | 2019 | 2020 | 2021 | 2022 | 2023 | 2024 | 2025 |
| Baldauf László                | 41   | 34   | –    | –    | –    | –    | –    | –    | –    | –    | –    | –    |
| Jaksity György                | –    | 36   | –    | –    | –    | –    | –    | –    | –    | –    | –    | –    |
| Töröcskei István              | 20   | 40   | –    | –    | –    | –    | –    | –    | –    | –    | –    | –    |
| Vitézy Tamás                  | 22   | –    | –    | –    | –    | –    | –    | –    | –    | –    | –    | –    |
| Kovács Gábor                  | 40   | –    | –    | –    | –    | –    | –    | –    | –    | –    | –    | –    |
| Sánta János                   | 49   | –    | –    | –    | –    | –    | –    | –    | –    | –    | –    | –    |
| Gyuris Dániel                 | 50   | –    | –    | –    | –    | –    | –    | –    | –    | –    | –    | –    |
| Bajnai Gordon                 | 60   | –    | –    | –    | –    | –    | –    | –    | –    | –    | –    | –    |
| Mesterházy Attila             | 68   | –    | –    | –    | –    | –    | –    | –    | –    | –    | –    | –    |

## Évenkénti lista 2024–2014
(zárójelben a változás az előző évhez képest)

### 2024
1. Orbán Viktor (0)
2. Csányi Sándor (0)
3. Rogán Antal (0)
4. Szijjártó Péter (2)
5. Mészáros Lőrinc (−1)
6. Hernádi Zsolt (+1)
7. Nagy Márton (+5)
8. Lázár János (+6)
9. Pintér Sándor (−4)
10. Gulyás Gergely (+1)
11. Tiborcz István (+4)
12. Varga Mihály (−4)
13. Garancsi István (−4)
14. Kubatov Gábor (+2)
15. Matolcsy György (−5)
16. Orbán Balázs (+17)
17. Szalay-Bobrovniczky Kristóf (0)
18. Szíjj László (−5)
19. Lantos Csaba (+1)
20. Lévai Anikó (4)
21. Polt Péter (2)
22. Jászai Gellért (−4)
23. Kövér László (−2)
24. Csák János (+2)
25. Jellinek Dániel (0)
26. Orbán Ráhel (5)
27. Balásy Gyula (1)
28. Navracsics Tibor (2)
29. Habony Árpád (3)
30. Soros György (−8)
31. Schmidt Mária (3)
32. Karácsony Gergely (4)
33. Nagy István (−4)
34. Vaszily Miklós (3)
35. Gyurcsány Ferenc (5)
36. Tombor András (−1)
37. Felcsuti Zsolt (9)
38. Barna Zsolt (7)
39. Rékasi Tibor (10)
40. Leisztinger Tamás (2)
41. Deutsch Tamás (48)
42. Paár Attila (−4)
43. Váradi József (1)
44. Gattyán György (−1)
45. Dobrev Klára (5)
46. Futó Péter (2)
47. Wáberer György (új)
48. Orbán Gábor (új)
49. Németh Sándor (új)
50. Matolcsy Ádám (új)

További érdekességek a listáról: 54. Széles Gábor (−13), 59. Patai Mihály (−12), 132. Varga Judit (−105), 133. Novák Katalin (−114).
2024 márciusában, a lista zárásakor Magyar Péter befolyását a listát készítők „még nem ítélték a listára kerüléshez elegendő szintűnek”. Ugyanakkor 2024 májusában, a lista megjelenésekor a készítők úgy becsülték, hogy Magyar Péter befolyása „már a 30-on belül, de inkább a 20-on belül lenne”.
| 1. Orbán Viktor (0) 2. Csányi Sándor (0) 3. Rogán Antal (+1) 4. Mészáros Lőrinc (−1) 5. Pintér Sándor (+2) 6. Szijjártó Péter (−1) 7. Hernádi Zsolt (+2) 8. Varga Mihály (0) 9. Garancsi István (+2) 10. Matolcsy György (−4) 11. Gulyás Gergely (+3) 12. Nagy Márton (új) 13. Szíjj László (+2) 14. Lázár János (+8) 15. Tiborcz István (−2) 16. Kubatov Gábor (−4) 17. Szalay-Bobrovniczky Kristóf (+29) 18. Jászai Gellért (+8) 19. Novák Katalin (−9) 20. Lantos Csaba (+74) 21. Kövér László (−4) 22. Soros György (új) 23. Polt Péter (−4) 24. Lévai Anikó (−3) 25. Jellinek Dániel (új) 26. Csák János (+70) 27. Varga Judit (új) 28. Balásy Gyula (0) 29. Nagy István (új) 30. Navracsics Tibor (új) 31. Orbán Ráhel (−11) 32. Habony Árpád (−16) 33. Orbán Balázs (új) 34. Schmidt Mária (−10) 35. Tombor András (−10) 36. Karácsony Gergely (−6) 37. Vaszily Miklós (−8) 38. Paár Attila (17) 39. Jelasity Radován (−8) 40. Gyurcsány Ferenc (−5) 41. Széles Gábor (−8) 42. Leisztinger Tamás (−15) 43. Gattyán György (−6) 44. Váradi József (−2) 45. Barna Zsolt (új) 46. Felcsuti Zsolt (−12) 47. Patai Mihály (+4) 48. Futó Péter (−10) 49. Rékasi Tibor (−8) 50. Dobrev Klára (−7) | 1. Orbán Viktor (0) 2. Csányi Sándor (0) 3. Mészáros Lőrinc (0) 4. Rogán Antal (+1) 5. Szijjártó Péter (+1) 6. Matolcsy György (+1) 7. Pintér Sándor (−3) 8. Varga Mihály (+1) 9. Hernádi Zsolt (+2) 10. Novák Katalin (+8) 11. Garancsi István (−3) 12. Kubatov Gábor (−2) 13. Tiborcz István (+4) 14. Gulyás Gergely (−1) 15. Szíjj László (0) 16. Habony Árpád (−4) 17. Kövér László (−1) 18. Palkovics László (−4) 19. Polt Péter (+1) 20. Orbán Ráhel (+3) 21. Lévai Anikó (+4) 22. Lázár János (+26) 23. Mager Andrea (−2) 24. Schmidt Mária (−5) 25. Tombor András (+6) 26. Jászai Gellért (+23) 27. Leisztinger Tamás (−3) 28. Balásy Gyula (+9) 29. Vaszily Miklós (+11) 30. Karácsony Gergely (−8) 31. Jelasity Radován (+12) 32. Wáberer György (+1) 33. Széles Gábor (−4) 34. Felcsuti Zsolt (+2) 35. Gyurcsány Ferenc (−8) 36. Nyerges Zsolt (+2) 37. Gattyán György (új) 38. Futó Péter (új) 39. Kásler Miklós (−11) 40. Parragh László (−8) 41. Rékasi Tibor (új) 42. Váradi József (+5) 43. Dobrev Klára (−9) 44. Homolya Róbert (−2) 45. Németh Sándor (+10) 46. Szalay-Bobrovniczky Kristóf (új) 47. Kósa Lajos (−2) 48. Scheer Sándor (−9) 49. Orbán Gábor (−3) 50. Németh Szilárd (új) |

| 1. Orbán Viktor (0) 2. Csányi Sándor (0) 3. Mészáros Lőrinc (0) 4. Pintér Sándor (+1) 5. Rogán Antal (+2) 6. Szijjártó Péter (+2) 7. Matolcsy György (−3) 8. Garancsi István (+3) 9. Varga Mihály (−3) 10. Kubatov Gábor (0) 11. Hernádi Zsolt (+2) 12. Habony Árpád (−3) 13. Gulyás Gergely (−1) 14. Palkovics László (+7) 15. Szíjj László (+2) 16. Kövér László (−2) 17. Tiborcz István (−2) 18. Novák Katalin (+3) 19. Schmidt Mária (+3) 20. Polt Péter (−4) 21. Mager Andrea (−2) 22. Karácsony Gergely (+7) 23. Orbán Ráhel (−3) 24. Leisztinger Tamás (0) 25. Lévai Anikó (+2) 26. Áder János (+13) 27. Gyurcsány Ferenc (+17) 28. Kásler Miklós (0) 29. Széles Gábor (+4) 30. Liszkay Gábor (−12) 31. Tombor András (−6) 32. Parragh László (+6) 33. Wáberer György (+10) 34. Dobrev Klára (új) 35. Németh Sándor (+14) 36. Felcsuti Zsolt (+14) 37. Balásy Gyula (−6) 38. Nyerges Zsolt (új) 39. Sheer Sándor (−13) 40. Vaszily Miklós (új) 41. Patai Mihály (−8) 42. Homolya Róbert (−1) 43. Jelasity Radován (−9) 44. Vidnyánszky Attila (új) 45. Kósa Lajos (+2) 46. Orbán Gábor (új) 47. Váradi József (−11) 48. Lázár János (új) 49. Jászai Gellért (−4) 50. Gerendai Károly (új) | 1. Orbán Viktor (0) 2. Csányi Sándor (0) 3. Mészáros Lőrinc (0) 4. Matolcsy György (0) 5. Pintér Sándor (+1) 6. Varga Mihály (+2) 7. Rogán Antal (−2) 8. Szijjártó Péter (+3) 9. Habony Árpád (+3) 10. Kubatov Gábor (−1) 11. Garancsi István (−4) 12. Gulyás Gergely (+1) 13. Hernádi Zsolt (+1) 14. Kövér László (+2) 15. Tiborcz István (+7) 16. Polt Péter (+1) 17. Szíjj László (−7) 18. Liszkay Gábor (+19) 19. Mager Andrea (+4) 20. Orbán Ráhel (−1) 21. Novák Katalin (+5) 22. Schmidt Mária (−4) 23. Palkovics László (−8) 24. Leisztinger Tamás (+25) 25. Tombor András (−5) 26. Scheer Sándor (−2) 27. Lévai Anikó (+17) 28. Kásler Miklós (−3) 29. Karácsony Gergely (új) 30. Balásy Gyula (+12) 31. Patai Mihály (−4) 32. Szájer József (+4) 33. Széles Gábor (+2) 34. Jelasity Radován (új) 35. Futó Péter (+4) 36. Váradi József (−3) 37. Varga Zoltán (+1) 38. Parragh László (−9) 39. Áder János (−11) 40. Paár Attila (+8) 41. Homolya Róbert (+2) 42. Hamar Endre (+4) 43. Wáberer György (−11) 44. Gyurcsány Ferenc (új) 45. Jászai Gellért Zoltán (+2) 46. Vidus Gabriella (−15) 47. Kósa Lajos (+3) 48. Rékasi Tibor (új) 49. Németh Sándor (−4) 50. Felcsuti Zsolt (−16) |

| 1. Orbán Viktor (0) 2. Csányi Sándor (0) 3. Mészáros Lőrinc (0) 4. Matolcsy György (0) 5. Rogán Antal (+3) 6. Pintér Sándor (+4) 7. Garancsi István (0) 8. Varga Mihály (+3) 9. Kubatov Gábor (+5) 10. Szíjj László (+7) 11. Szijjártó Péter (+1) 12. Habony Árpád (−6) 13. Gulyás Gergely (új) 14. Hernádi Zsolt (−1) 15. Palkovics László (új) 16. Kövér László (+13) 17. Polt Péter (+2) 18. Schmidt Mária (+2) 19. Orbán Ráhel (+2) 20. Tombor András (+2) 21. Tarlós István (új) 22. Tiborcz István (új) 23. Bártfai-Mager Andrea (új) 24. Scheer Sándor (+3) 25. Kásler Miklós (új) 26. Novák Katalin (+23) 27. Patai Mihály (+11) 28. Áder János (új) 29. Parragh László (−1) 30. Nyerges Zsolt (új) 31. Vidus Gabriella (+3) 32. Wáberer György (−6) 33. Váradi József (−3) 34. Felcsuti Zsolt (+9) 35. Széles Gábor (−10) 36. Szájer József (új) 37. Liszkay Gábor (−6) 38. Varga Zoltán (új) 39. Futó Péter (+8) 40. Lantos Csaba (új) 41. Dirk Gerkens (−17) 42. Balásy Gyula (új) 43. Homolya Róbert (új) 44. Lévai Anikó (−26) 45. Németh Sándor (−1) 46. Hamar Endre (új) 47. Jászai Gellért Zoltán (új) 48. Paár Attila (−3) 49. Leisztinger Tamás (−10) 50. Kósa Lajos (−10) | 1. Orbán Viktor (0) 2. Csányi Sándor (0) 3. Mészáros Lőrinc (+5) 4. Matolcsy György (+1) 5. Andrew G. Vajna (+1) 6. Habony Árpád (−2) 7. Garancsi István (0) 8. Rogán Antal (+2) 9. Lázár János (−6) 10. Pintér Sándor (+2) 11. Varga Mihály (−2) 12. Szijjártó Péter (−1) 13. Hernádi Zsolt (+2) 14. Kubatov Gábor (0) 15. Seszták Miklós (−2) 16. Soros György (új) 17. Szíjj László (+4) 18. Lévai Anikó (új) 19. Polt Péter (−1) 20. Schmidt Mária (+10) 21. Orbán Ráhel (új) 22. Tombor András (0) 23. Kuna Tibor (+8) 24. Dirk Gerkens (−4) 25. Széles Gábor (−1) 26. Wáberer György (−1) 27. Scheer Sándor (+16) 28. Parragh László (0) 29. Kövér László (−6) 30. Váradi József (+5) 31. Liszkay Gábor (+5) 32. Simicska Lajos (−13) 33. Csetényi Csaba és Krskó Tibor (+1) 34. Vidus Gabriella (−1) 35. Szemerey Tamás (+5) 36. Bige László (−9) 37. Szivek Norbert (0) 38. Patai Mihály (0) 39. Leisztinger Tamás (+2) 40. Kósa Lajos (−14) 41. Christopher Mattheisen (−9) 42. Szalay-Bobrovniczky Kristóf (−3) 43. Felcsuti Zsolt (−26) 44. Németh Sándor (új) 45. Paár Attila (új) 46. Rákosi Tamás (új) 47. Futó Péter (+1) 48. Lázár Vilmos (+1) 49. Novák Katalin (új) 50. Nyúl Sándor (új) |

| 1. Orbán Viktor (0) 2. Csányi Sándor (0) 3. Lázár János (0) 4. Habony Árpád (+2) 5. Matolcsy György (−1) 6. Andrew G. Vajna (−1) 7. Garancsi István (+1) 8. Mészáros Lőrinc (+2) 9. Varga Mihály (+4) 10. Rogán Antal (−3) 11. Szijjártó Péter (−2) 12. Pintér Sándor (−1) 13. Seszták Miklós (+3) 14. Kubatov Gábor (−2) 15. Hernádi Zsolt (+4) 16. Demján Sándor (−2) 17. Felcsuti Zsolt (+23) 18. Polt Péter (+3) 19. Simicska Lajos (−4) 20. Dirk Gerkens (−2) 21. Szíjj László (+3) 22. Tombor András (új) 23. Kövér László (−3) 24. Széles Gábor (−7) 25. Wáberer György (+14) 26. Kósa Lajos (−3) 27. Bige László (−2) 28. Parragh László (−6) 29. Tiborcz István (új) 30. Schmidt Mária (új) 31. Kuna Tibor (+15) 32. Christopher Mattheisen (−4) 33. Vidus Gabriella (+11) 34. Csetényi Csaba és Krskó Tibor (új) 35. Váradi József (−6) 36. Liszkay Gábor (+13) 37. Szivek Norbert (új), 38. Patai Mihály (+10) 39. Szalay-Bobrovniczky Kristóf (+4) 40. Szemerey Tamás (új) 41. Leisztinger Tamás (−14) 42. Patonai Péter (0) 43. Scheer Sándor (új) 44. Vona Gábor (−14) 45. Lantos Csaba (−11) 46. Botka László (új) 47. Nyerges Zsolt (+4) 48. Futó Péter (−15) 49. Lázár Vilmos (−2) 50. Varga Zoltán (−5) | 1. Orbán Viktor (0) 2. Csányi Sándor (0) 3. Lázár János (0) 4. Matolcsy György (+1) 5. Andrew G. Vajna (+2) 6. Habony Árpád (−2) 7. Rogán Antal (−1) 8. Garancsi István (+6) 9. Szijjártó Péter (+3) 10. Mészáros Lőrinc (+5) 11. Pintér Sándor (−3) 12. Kubatov Gábor (új) 13. Varga Mihály (−3) 14. Demján Sándor (−3) 15. Simicska Lajos (−6) 16. Seszták Miklós (új) 17. Széles Gábor (0) 18. Dirk Gerkens (új) 19. Hernádi Zsolt (−6) 20. Kövér László (+2) 21. Polt Péter (+7) 22. Parragh László (+2) 23. Kósa Lajos (+18) 24. Szíjj László (új) 25. Bige László (−7) 26. Barcza György (+49) 27. Leisztinger Tamás (−8) 28. Christopher Mattheisen (+7) 29. Váradi József (+4) 30. Vona Gábor (+19) 31. Heim Péter (új) 32. L. Simon László (új) 33. Futó Péter (−2) 34. Lantos Csaba (+11) 35. Bogsch Erik (+21) 36. Papcsák Ferenc (+47) 37. Spéder Zoltán (−14) 38. Szájer József (−9) 39. Wáberer György (+26) 40. Felcsuti Zsolt (+17) 41. Gyurcsány Ferenc (+3) 42. Patonai Péter (+6) 43. Szalay-Bobrovniczky Kristóf (−13) 44. Vidus Gabriella (új) 45. Varga Zoltán (új) 46. Kuna Tibor (új) 47. Lázár Vilmos (−9) 48. Patai Mihály (−21) 49. Liszkay Gábor (−23) 50. Fekete György (+17) További érdekességek a listáról: 51. Nyerges Zsolt (−35), 52. Csák János (−9), 53. Kálomista Gábor (−3) … 55. Lánczi András (+27), … 69. Bojár Gábor (−27), … 71. Baji Csaba (−46), … 74. Németh Lászlóné (−27), … 80. Szapáry György (−48), 81. Fonyó Károly (−26), … 86. Fellegi Tamás (−49) |

| 1. Orbán Viktor (0) 2. Csányi Sándor (0) 3. Lázár János (+2) 4. Habony Árpád (0) 5. Matolcsy György (+5) 6. Rogán Antal (+2) 7. Andrew G. Vajna (+75) 8. Pintér Sándor (+3) 9. Simicska Lajos (−6) 10. Varga Mihály (−1) 11. Demján Sándor (−5) 12. Szijjártó Péter (+26) 13. Hernádi Zsolt (−1) 14. Garancsi István (+9) 15. Mészáros Lőrinc (+30) 16. Nyerges Zsolt (−9) 17. Széles Gábor (−2) 18. Bige László (−1) 19. Leisztinger Tamás (−1) 20. Lakatos Benjámin (új) 21. Thomas Faustmann (0) 22. Kövér László (−9) 23. Spéder Zoltán (−7) 24. Parragh László (+12) 25. Baji Csaba (új) 26. Liszkay Gábor (+5) 27. Patai Mihály (−3) 28. Polt Péter (új) 29. Szájer József (új) 30. Szalay-Bobrovniczky Kristóf (új) 31. Futó Péter (+15) 32. Szapáry György (új) 33. Váradi József (+10) 34. Baldauf László (+7) 35. Christopher Mattheisen (+2) 36. Jaksity György (új) 37. Fellegi Tamás (+8) 38. Lázár Vilmos (−11) 39. Nyúl Sándor (+9) 40. Töröcskei István (−20) 41. Kósa Lajos (−27) 42. Bojár Gábor (+5) 43. Csák János (−9) 44. Gyurcsány Ferenc (−11) 45. Lantos Csaba (−16) 46. Nagy Elek (új) 47. Németh Lászlóné (−19) 48. Patonai Péter (−29) 49. Vona Gábor (+25) 50. Kálomista Gábor (új) További érdekességek a listáról: 55. Fonyó Károly (−24), 56. Bogsch Erik, 57. Felcsuti Zsolt (−18), … 65. Wáberer György, … 67. Fekete György, … 75. Barcza György, … 82. Lánczi András, 83. Papcsák Ferenc (+16) | 1. Orbán Viktor 2. Csányi Sándor 3. Simicska Lajos 4. Habony Árpád 5. Lázár János 6. Demján Sándor 7. Nyerges Zsolt 8. Rogán Antal 9. Varga Mihály 10. Matolcsy György 11. Pintér Sándor 12. Hernádi Zsolt 13. Kövér László 14. Kósa Lajos 15. Széles Gábor 16. Spéder Zoltán 17. Bige László 18. Leisztinger Tamás 19. Patonai Péter 20. Töröcskei István 21. Thomas Faustmann 22. Vitézy Tamás 23. Garancsi István 24. Patai Mihály 25. Dirk Gerkens 26. Wáberer György 27. Lázár Vilmos 28. Németh Lászlóné 29. Lantos Csaba 30. Heim Péter 31. Fonyó Károly 32. Liszkay Gábor 33. Gyurcsány Ferenc 34. Bogsch Erik 35. Csák János 36. Parragh László 37. Christopher Mattheisen 38. Szijjártó Péter 39. Felcsuti Zsolt 40. Kovács Gábor 41. Baldauf László 42. Szemerey Tamás 43. Váradi József 44. Sinkó Ottó 45. Fellegi Tamás és Mészáros Lőrinc 46. Futó Péter 47. Bojár Gábor 48. Nyúl Sándor 49. Sánta János 50. Gyuris Dániel További érdekességek a listáról: 60. Bajnai Gordon, … 68. Mesterházy Attila, … 74. Vona Gábor, … 82. Andrew G. Vajna, … 99. Papcsák Ferenc |